# کورت لوندکویست
کورت لوندکویست (انگلیسی: Kurt Lundquist؛ ۲۷ نوامبر ۱۹۲۵ – ۱۲ ژوئیه ۲۰۱۱) ورزشکار دو و میدانی اهل سوئد بود.